# Trompeta de llaves
La trompeta de llaves es un instrumento musical de viento, perteneciente a la familia de los instrumentos de viento-metal o metales.

## Antecedentes
La trompeta anterior tal como había llegado hasta el Barroco cayó en desuso durante el clasicismo y apenas se empleaba salvo como apoyo armónico, refuerzo de la percusión, etc., especialmente para los finales de movimiento. Este instrumento era capaz de emitir sólo la serie de los armónicos naturales según su afinación alterando la presión de los labios y del aliento por medio de la presión del músculo diafragmático. Por ejemplo, una trompeta afinada en do daría su serie de armónicos (do, sol, do, mi, sol, si bemol, do...), lo que dejaba huecos en su tesitura baja aunque básicamente se defendiera en los registros altos.
La gama más amplia de este instrumento se encontraba en el registro agudo, donde por tanto podía expresar su riqueza melódica. Así es utilizado por Bach (1685-1750) en su concierto de Brandemburgo n.º 2. Haydn podrá con el nuevo instrumento expresarse melódicamente en el registro grave en uno de los conciertos para trompeta más interpretados, el Concierto para trompeta y orquesta en Mi bemol Mayor, Hob. VIIe/1.

## Desarrollo
Se habían realizado varios intentos de dotar a la trompeta de la capacidad de entonar una escala diatónica y todas las notas de la serie o escala cromática. Así se probaron instrumentos con varas, de cierto éxito temporal en Inglaterra, tornillos o piezas de recambio, tapaderas, autores como Ferdinand Kolbel y Johann Georg Albrechtsberger; o en 1790 con la inclusión de un pistón inventado por Charles Clagget. Hacia 1813 y 1815 se continuó con este sistema, el que utilizan las trompetas de la orquesta actual, con los trabajos de Friedrich Blühmel y Heinrich Stölzel. El segundo pistón fue introducido por Dauverne y el tercero por Müller y Christian Friedrich Sattler en 1830. El sistema de pistones sería perfeccionado por Adolphe Sax (el inventor del saxofón) y Périnet, en 1839. La trompeta de 3 y hasta 4 pistones se acabaría imponiendo a lo largo del siglo XIX.
La trompeta inventada por Anton Weidinger (Viena, 9 de junio de 1766-Viena, 20 de septiembre de 1852), trompetista de la orquesta del Teatro Imperial, se basaba sin embargo en un sistema similar a la flauta o el fagot. Su instrumento a la postre no tuvo el éxito esperado al ser aventajado por la trompeta de pistones. Se usó en bandas militares durante el siglo XIX, decayendo su uso a principios del XX.
Su trompeta contaba con 5 llaves para acortar la longitud de vibración del tubo o columna de aire, similares a las modernas llaves como las usadas después en el saxofón. Al destapar cada llave elevaba un semitono el sonido del instrumento. Comenzó a trabajar en la construcción de esta trompeta en 1792, sobre diseños anteriores, año en que conoció a Haydn, según parece con motivo de la boda del trompetista. Este avance le permitía desarrollar al completa la escala cromática, pero a costa de sus cualidades sonoras, en especial su brillo y potencia. Pero presentaba algunas otras características, algunas le permitía unas inauditas posibilidades: tenía una tesitura de 2 octavas, podía tocar en cualquier tonalidad, modular adecuadamente al estilo del clasicismo, y sobre todo, cantar melodiosamente, especialmente en el registro grave “como un clarinete”.
Otros compositores de la época también escribieron conciertos para la trompeta inventada por Weidinger, como Johann Nepomuk Hummel (1778-1837), sucesor de Haydn como Maestro de Capilla de la familia Esterházy, en 1803, así como un trío con piano y violín, hoy perdido; además lo hicieron el checo Leopold Kozeluh (1747-1818) y el austriaco Joseph Weigl (1766-1846), hijo del que fuera primer violonchelo de la orquesta de Esterházy bajo la dirección de Haydn.